# Bruno Delepelaire
Bruno Delepelaire (* 1989) je francouzský hráč na violoncello, od roku 2013 člen Berlínských filharmoniků.
Narodil se v roce 1989, díky své babičce, amatérské cellistce, se už od 5 let začal učit hře na violoncello u Erwana Faurého. Školu Schola Cantorum v Paříži absolvoval s vyznamenáním v roce 2008. Od následujícího roku studoval na Pařížské konzervatoři u Philippa Mullera. V roce 2012 odešel do Berlína a začal studovat u Jense-Petera Maintze na Univerzitě umění a u Ludwiga Quandta na Orchestrální akademii Berlínských filharmoniků. Docházel také na mistrovské kurzy Wolfganga-Emanuela Schmidta, Françoise Salqueho, Wen-Sinn Yanga a Wolfganga Boettchera.
Orchestrální zkušenosti nasbíral účinkováním s Verbier Festival Orchestra, European Union Youth Orchestra nebo Gustav Mahler Jugendorchester. V září 2013 byl jmenován 1. sólovým violoncellistou Berlínských filharmoniků a o pár měsíců později hrál s orchestrem Dona Quijota pod vedením Semjona Byčkova.
Pravidelně vystupoval i jako sólista a v komorních tělesech, např. s Cavatine Quartet nebo Berlin Piano Quartet. Od listopadu 2013 se rovněž stal členem Die 12 Cellisten der Berliner Philharmoniker. S Berlínským klavírním kvartetem v roce 2016 pořídil nahrávku skladeb Faurého, Schnittkeho a Brahmse.